# Municipio de Charlotte (Illinois)
El municipio de Charlotte (en inglés: Charlotte Township) es un municipio ubicado en el condado de Livingston en el estado estadounidense de Illinois. En el año 2010 tenía una población de 136 habitantes y una densidad poblacional de 1,74 personas por km².

## Geografía
El municipio de Charlotte se encuentra ubicado en las coordenadas 40°47′44″N 88°17′34″O / 40.79556, -88.29278. Según la Oficina del Censo de los Estados Unidos, el municipio tiene una superficie total de 78.02 km², de la cual 77,92 km² corresponden a tierra firme y (0,13 %) 0,1 km² es agua.

## Demografía
Según el censo de 2010, había 136 personas residiendo en el municipio de Charlotte. La densidad de población era de 1,74 hab./km². De los 136 habitantes, el municipio de Charlotte estaba compuesto por el 91,18 % blancos, el 5,15 % eran de otras razas y el 3,68 % eran de una mezcla de razas. Del total de la población el 1,47 % eran hispanos o latinos de cualquier raza.